# Grant Clitsome
Grant Clitsome (* 14. April 1985 in Gloucester, Ontario) ist ein ehemaliger kanadischer Eishockeyspieler, der im Verlauf seiner aktiven Karriere zwischen 2004 und 2015 unter anderem 205 Spiele für die Columbus Blue Jackets und Winnipeg Jets in der National Hockey League (NHL) auf der Position des Verteidigers bestritten hat.

## Karriere
Clitsome wurde bereits als Juniorenspieler im NHL Entry Draft 2004 in der neunten Runde als insgesamt 271. Spieler von den Columbus Blue Jackets aus der National Hockey League (NHL) ausgewählt, nachdem er zuvor drei Jahre für die Nepean Raiders in der unterklassigen kanadischen Juniorenliga Central Junior Hockey League (CJHL) gespielt hatte. Anschließend besuchte er zunächst vier Jahre lang die Clarkson University, für deren Eishockeymannschaft er parallel in der National Collegiate Athletic Association (NCAA) spielte. 2007 gewann er dabei mit seiner Mannschaft die Meisterschaft der ECAC Hockey. Ein Jahr später wurde er in das erste All-Star Team der ECAC Hockey gewählt sowie in das zweite All-American Team der Eastern Conference der NCAA.
Gegen Ende der Saison 2007/08 gab der Verteidiger sein Debüt im professionellen Eishockey, als er für Columbus’ damaliges Farmteam Syracuse Crunch in einem Spiel in der American Hockey League (AHL) auf dem Eis stand. In den folgenden beiden Jahren spielte er überwiegend für Syracuse in der AHL, wobei er in der Saison 2009/10 parallel in elf Spielen für Columbus in der NHL auf dem Eis stand und dabei drei Scorerpunkte – darunter ein Tor – erzielte. In der Saison 2010/11 lief Clitsome parallel für Columbus in der NHL und deren neues Farmteam Springfield Falcons in der AHL auf. Für das NHL-Team der Blue Jackets erzielte er vier Tore und 15 Vorlagen in 31 Spielen. Am 27. Februar 2012 selektierten die Winnipeg Jets den auf der Waiver-Liste befindlichen Akteur und sicherten sich seine Dienste.
Während der Saison 2014/15 erlitt Clitsome eine Rückenverletzung, die im Januar 2015 mit einer Operation behandelt wurde. Infolgedessen fiel der Verteidiger den Rest der Spielzeit sowie die gesamte Folgesaison aus und gab daraufhin im Juni 2016 das Ende seiner aktiven Karriere bekannt.

## Erfolge und Auszeichnungen
- 2004 CJHL Second All-Star Team
- 2007 Whitelaw-Cup-Gewinn mit der Clarkson University
- 2008 ECAC First All-Star Team
- 2008 NCAA East Second All-American Team

## Karrierestatistik
(Legende zur Spielerstatistik: Sp oder GP = absolvierte Spiele; T oder G = erzielte Tore; V oder A = erzielte Assists; Pkt oder Pts = erzielte Scorerpunkte; SM oder PIM = erhaltene Strafminuten; +/− = Plus/Minus-Bilanz; PP = erzielte Überzahltore; SH = erzielte Unterzahltore; GW = erzielte Siegtore; 1 Play-downs/Relegation; Kursiv: Statistik nicht vollständig)